# Вафа, Шрук
Шрук Вафа (англ. Shrook Wafa; род. 13 мая 1997) — египетская шахматистка, гроссмейстер среди женщин (2013).

## Биография
Старшая сестра египетского шахматного гроссмейстера Шахенды Вафи. В 2013 году в Тунисе победила на индивидуальном чемпионате Африки по шахматам среди женщин. Благодаря этому успеху получила звание международного гроссмейстера среди женщин (WGM) и право играть на чемпионате мира по шахматам среди женщин. В 2014 году в Виндхуке повторно победила на индивидуальном чемпионате Африки по шахматам среди женщин.
В 2015 году в Сочи дебютировала на чемпионате мира по шахматам среди женщин, где в первом туре проиграла Цзюй Вэньцзюнь.
Представляла Египет на шахматной олимпиаде (2016) и на командном чемпионате мира по шахматам (2015).